# الاسنو
الاسنو (به اسپانیایی: Alosno) یک شهرستان در اسپانیا است.

## خصوصیات
الاسنو ۱۹۳ کیلومترمربع مساحت و ۴٬۵۱۴ نفر جمعیت دارد.